# Євангеліє від Фоми

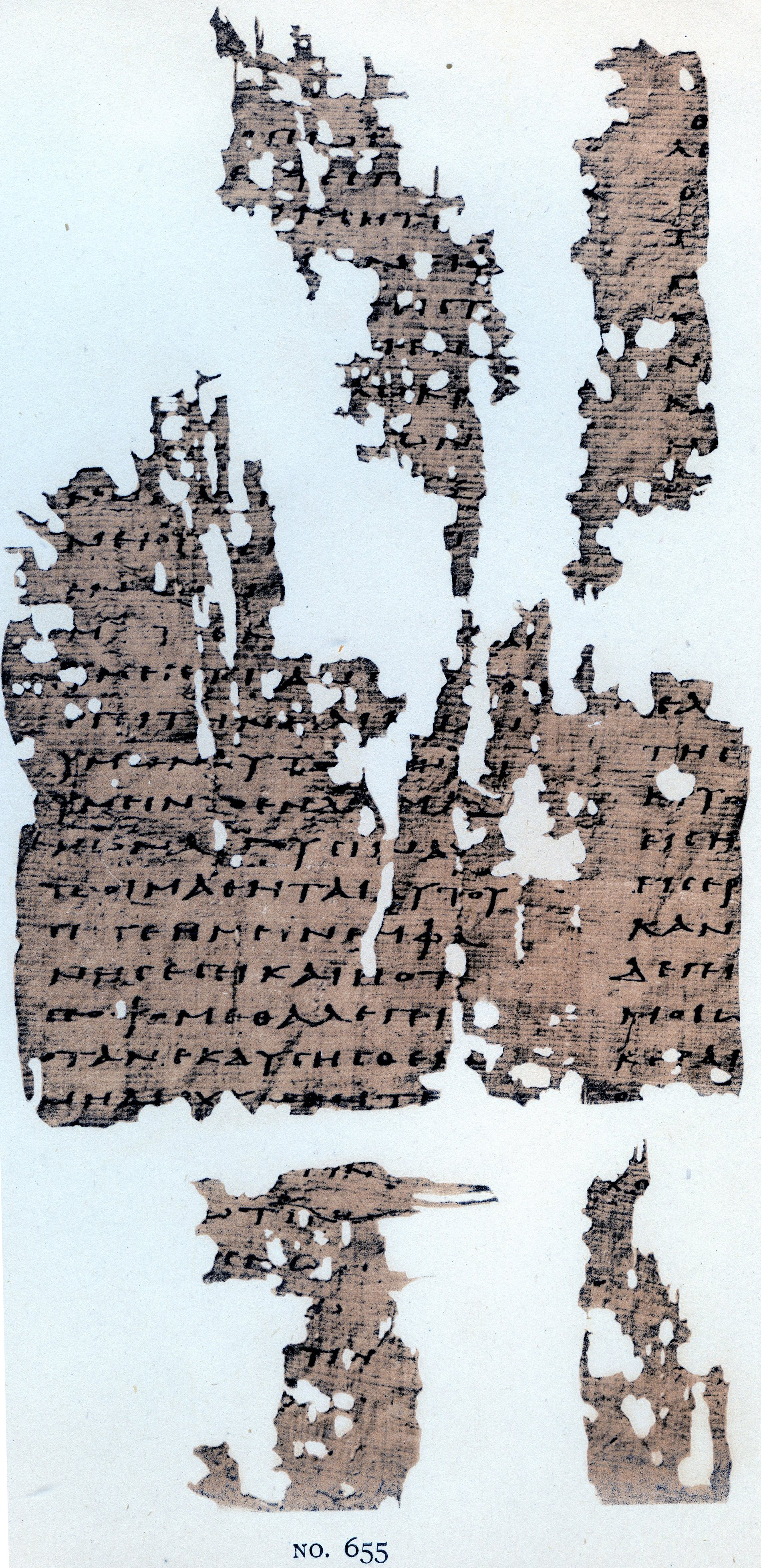
P. Oxy. 655

«Євангеліє від Фоми» (Томи, Хоми) — збірка висловлювань, сцен та діалогів з Ісусом. Писання не містить розповідей про розп'яття та воскресіння, тому дослівно не відповідає визначенню Євангеліє. Євангеліє від Томи є неканонізованим офіційною християнською церквою і не віднесене нею до книг Нового Завіту, тим не менш міститься у деяких нових виданнях Біблії.
Оригінальний текст коптською мовою містить цілий ряд висловлювань Ісуса Христа, які відомі із Нового Заповіту як матеріал із Джерела Q. Хоча і їх походження є дискутивним, та у них відображена зовсім нова теологія, що, за сучасними науковими дослідженнями, не може бути віднесено ані винятково до гностичних чи дохристиянських течій.
У деяких рядках можна зустріти протиріччя загальноприйнятій нормі, що лише церква є храмом Божим, адже неодноразово чітко наголошується що дім Божий усюди. Наприклад у наступних словах:
- «Ісус сказав: Храм Божий усередині кожного із вас, і навколо вас.» Євангеліє від Фоми 1:3

Існує думка, що саме це могло стати причиною неканонізування цього Євангелія, адже у часи канонізації писань (оголошення священними і включення до Нового Заповіту) йшлось насамперед про збереження християнської традиції та передачу її наступним поколінням. І єдина організована церква видавалась якнайкраще для цього пристосованою.